# Banda Soleh
Banda Soleh is een bestuurslaag in het regentschap Bangkalan van de provincie Oost-Java, Indonesië. Banda Soleh telt 3130 inwoners (volkstelling 2010).